# Coluzea madagascarensis
Coluzea madagascarensis es una especie de caracol, gasterópodo marino, molusco en la familia Turbinellidae.
Fue descrita originalmente en 2004 por Myroslaw George Harasewych, curador del Departamento de Invertebrados del Museo de Historia Nacional del Instituto Smithsoniano.